# Château de Crussol
Pour les articles homonymes, voir Crussol.
Le château de Crussol est une forteresse médiévale du début du XIIe siècle, située sur la commune de Saint-Péray, dans le département de l'Ardèche en région Auvergne-Rhône-Alpes.

## Localisation

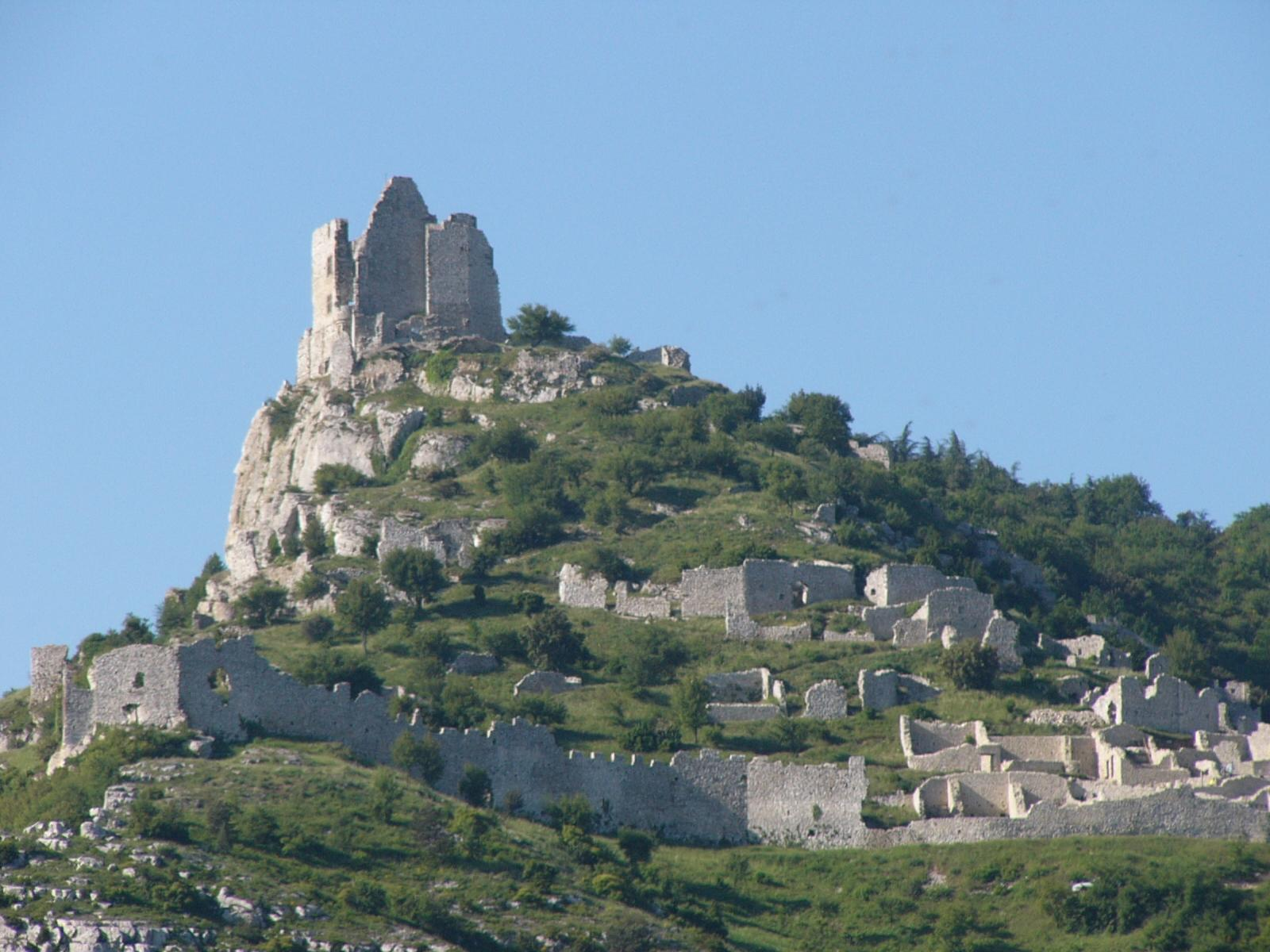
Les ruines du château

Maintenant en  ruines, le château de Crussol fut construit sur une hauteur dominant la vallée du Rhône, face à la ville de Valence située dans la Drôme. Il se dresse sur ce qui fut autrefois un important axe de communication fluvial et sur le chemin de Saint-Jacques-de-Compostelle.
Posé sur la crête de la montagne de Crussol, au bord d'un versant de plateau de plus de 200 mètres de haut, le château domine les communes de Saint-Péray à l'ouest, Guilherand-Granges et Valence à l'est. Il s'étend sur trois hectares et comprend « la Villette », un ensemble composé d'environ 140 maisons, ainsi que le château lui-même au sommet de la colline, le tout ceinturé par des remparts encore bien visibles, surtout sur l'arrière où s'élève une tour.
Cette véritable forteresse, dressée sur un éperon rocheux dominant la plaine rhodanienne, contrôlait une voie de communication très fréquentée depuis la plus haute antiquité.
La végétation de la montagne de Crussol est constituée de pelouse sèche, de chênaie verte, landes sur marnes, éboulis sur calcaire et même de chênaie pubescente en faible proportion. De nombreux habitats représentent un intérêt, en particulier les prairies steppiques subcontinentales, que l’on appelle aussi des pelouses à orchidées, dont la plupart sont protégées par la loi française. La faune de Crussol est importante. La plupart des espèces avifaunes méditerranéennes remontent au nord jusqu’à Crussol. Il y a plusieurs espèces protégées sur ce territoire, on en compte 7 d'oiseaux et 19 d'autres animaux. Le château de Crussol est riche en espèces rares, notamment grâce à la présence de près de 40 espèces d'orchidées. On retrouve les orchis bouc, les Ophrys bourdons ainsi que l’orchis pyramidal. En plus de cette abondance d’espèces végétales, il y a également une forte biodiversité animale. Autour du château, de nombreuses espèces cohabitent tel que les hiboux Grand-duc, les rapaces diurnes, les merles bleus et d’autres oiseaux. Mais également de nombreux papillons, lézards et sangliers. Ce site est par ailleurs classé natura 2000, ce qui permet de maintenir les activités humaines tout en protégeant les espèces et leurs habitats naturels.

## Historique
La montagne est occupée depuis l'époque romaine, où un temple est édifié pour honorer Mars. Un premier ensemble fortifié est construit au sud pendant le Ve siècle mais abandonné quelques siècles plus tard pour le site actuel, situé au nord.
La première mention d'un château apparait dans le cartulaire de Saint-Chaffre du Monastier (Haute-Loire) mentionnant alors un donjon, une palissade en matière périssable ainsi qu'un petit bourg accolé. Après avoir brûlé, il est rebâti en pierre calcaire au XIIe siècle, par un seigneur nommé Gérold Bastet, afin de contrôler la voie de communication existant le long du Rhône. Cette voie de communication est d’une importance majeure puisqu’elle lie la Méditerranée à l’Europe du Nord, notamment à des fins commerciales. Gérold Bastet, ancêtre de l'actuelle famille de Crussol, avait succédé, par mariage, à une première maison de Crussol dont les deux derniers membres furent Aldebert et Guillaume de Crussol. Ceux-ci figurent comme témoins, avec Gérold Bastet, dans un acte de 1152.
C'est à partir de 1300 que le Vivarais est rattaché au royaume français.
À la fin du XVe siècle, le mariage de Jacques Ier unit la famille de Crussol à la famille d'Uzès. Le château est alors abandonné pour celui de Charmes, plus confortable. Les guerres de religion lui redonnent un certain attrait puisqu'il est pris et incendié à plusieurs reprises par les différents belligérants. Pour arrêter ces guerres de religion, le roi Louis XIII ordonna le démantèlement des points forts de France ; le château fut alors dé-fortifié.
Le 3 octobre 1855, un tir de mine dans la carrière située sous le château provoque la destruction d'une partie de l'édifice. Le château fait l’objet d’une inscription au titre des monuments historiques depuis le 31 mai 1927.
En 1952, la foudre détruit une partie de l'échauguette restante.
La commune de Guilherand-Granges a acheté les ruines en 1984, mais le site est situé sur la commune de Saint-Péray. La communauté de communes Rhône-Crussol travaille à la réhabilitation du site.

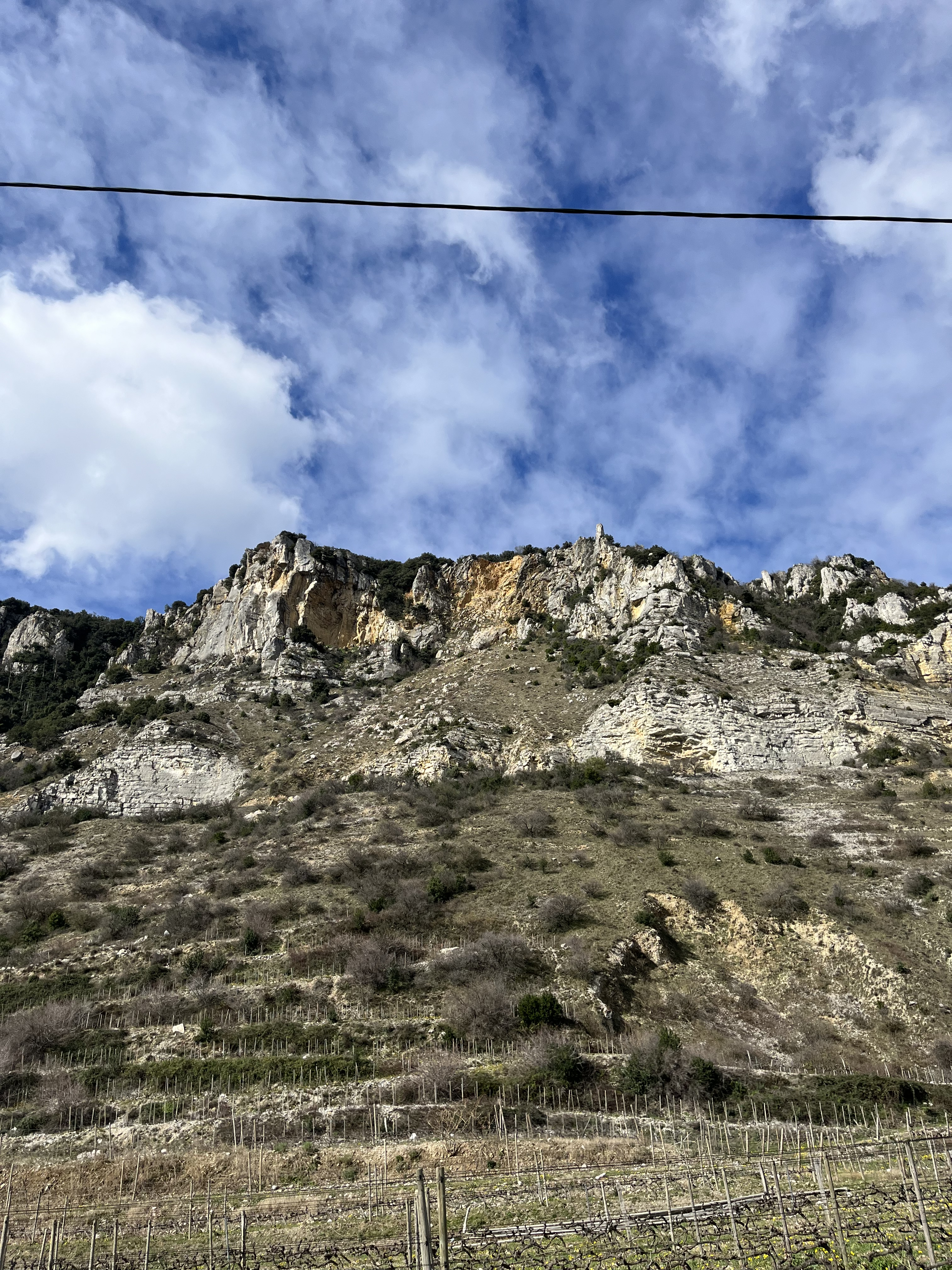
La falaise de crussol à la suite de l'éboulement

Dans la nuit du 2 février 2014, un important éboulement touche une partie de la montagne de Crussol,.
Chaque dernier week-end de juin, une fête médiévale a lieu sur le site avec des concerts, des animations et des reconstitutions historiques / Site de Crussol en fete. Aussi, la chanteuse Zaz organise le Crussol festival chaque année depuis 2017 sur le thème de l'environnement et de la musique dans le théâtre de verdure. Ce festival éco-citoyen partage des valeurs du développement durable en garantissant des produits locaux sur les lieux.
Les ruines du château ainsi que le rocher de Crussol font partie des 18 sites naturels classés de l'Ardèche.

## Description
À l'origine le château se composait d'un donjon et d'une palissade sur laquelle s'appuyait l'enceinte villageoise. Il est reconstruit en pierre au XIIe siècle, à la suite d'un incendie. Le logis date du XVe siècle.

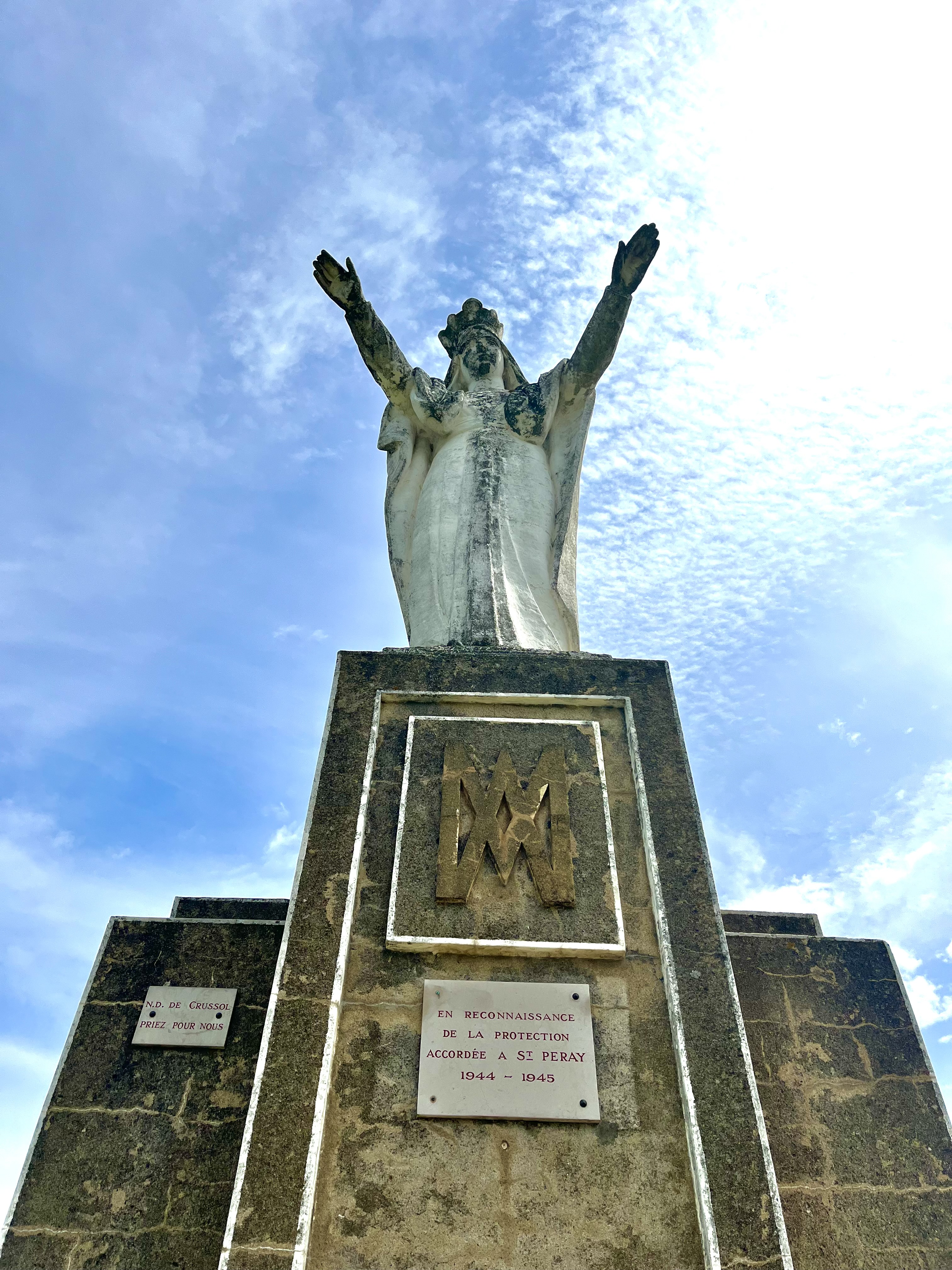
Statue à l’entrée du site de Crussol

L'ensemble du site occupe un espace intra muros de 3 ha à l'intérieur duquel vivaient des artisans, dont deux forgerons, et commerçants dans un ensemble de 140 maisons.

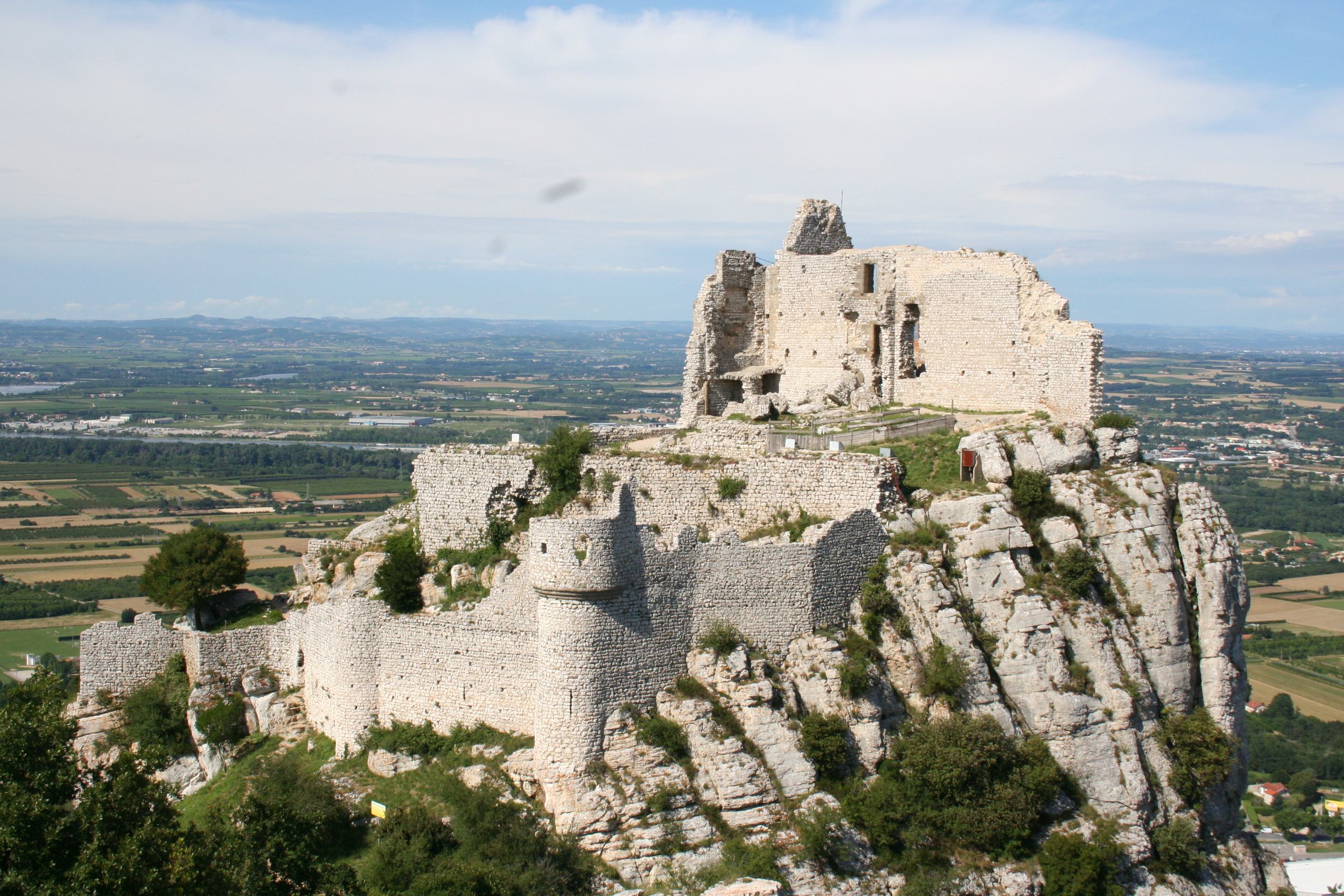
Vue d'ensemble.
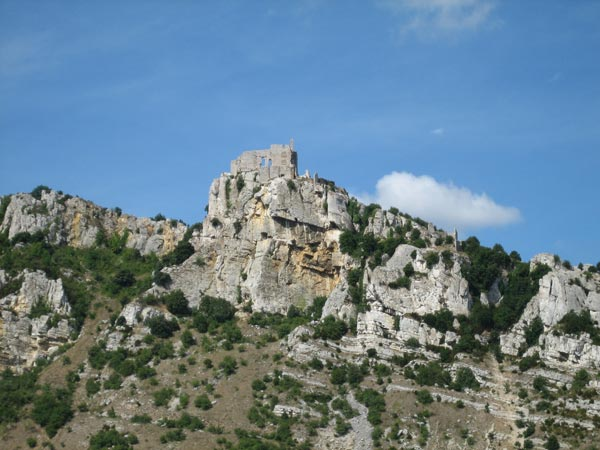
Façade Est vue depuis Guilherand-Granges.
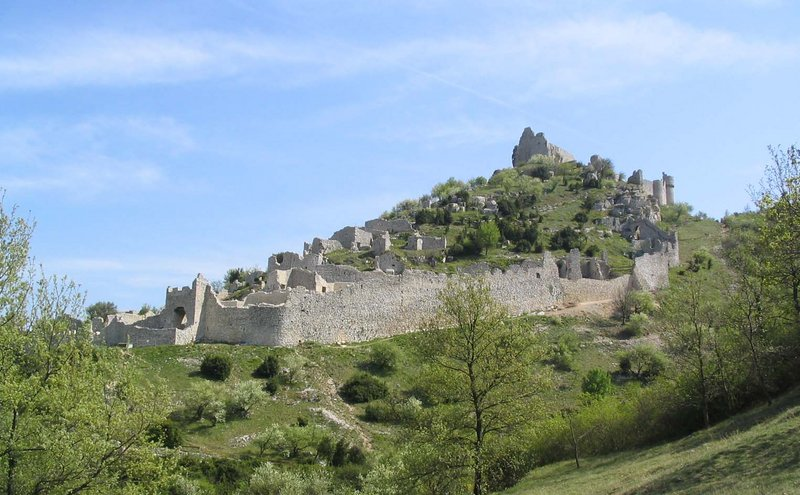
Remparts, porte d'entrée et habitation de la Villette.
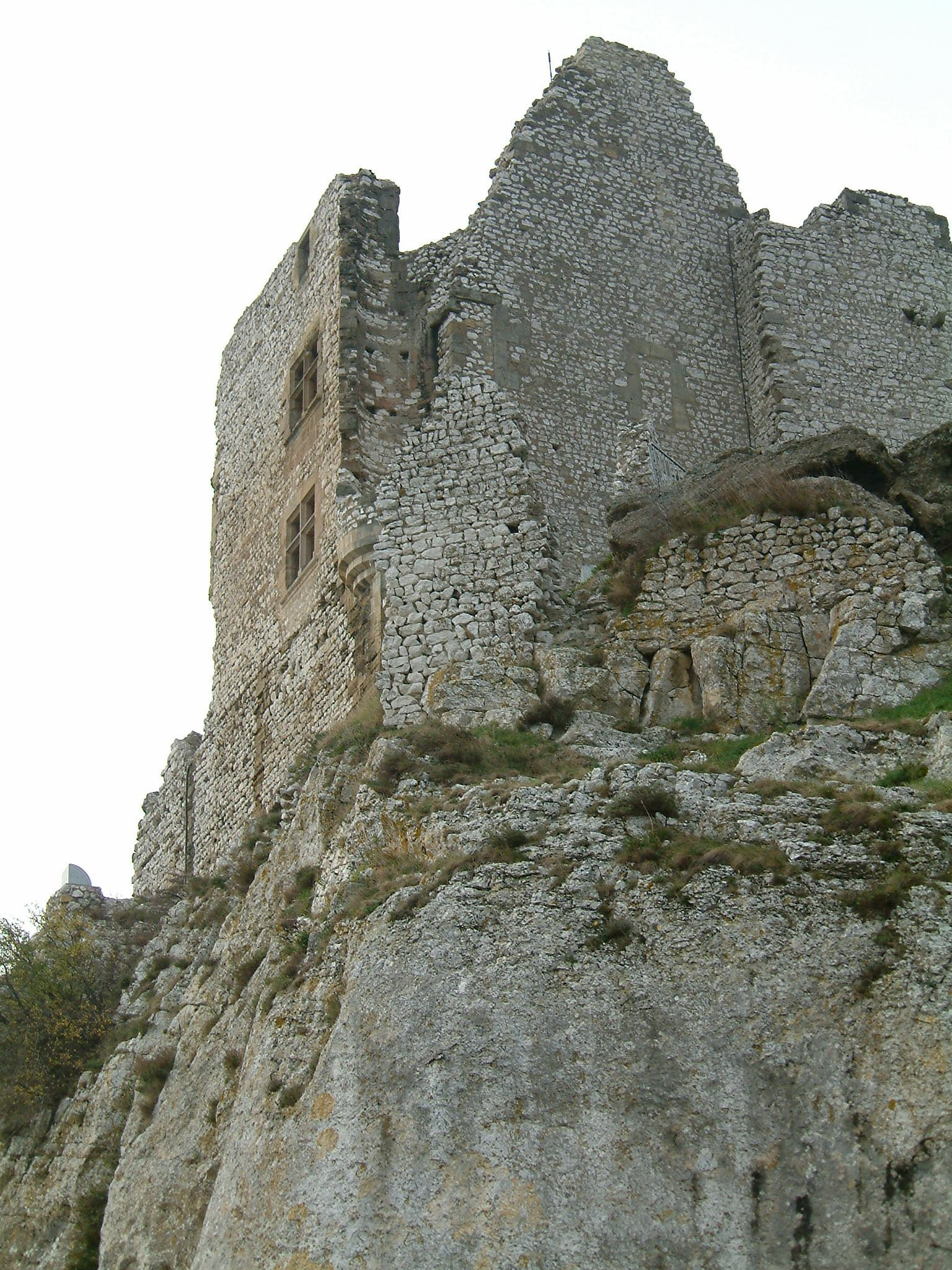
Logis seigneurial.
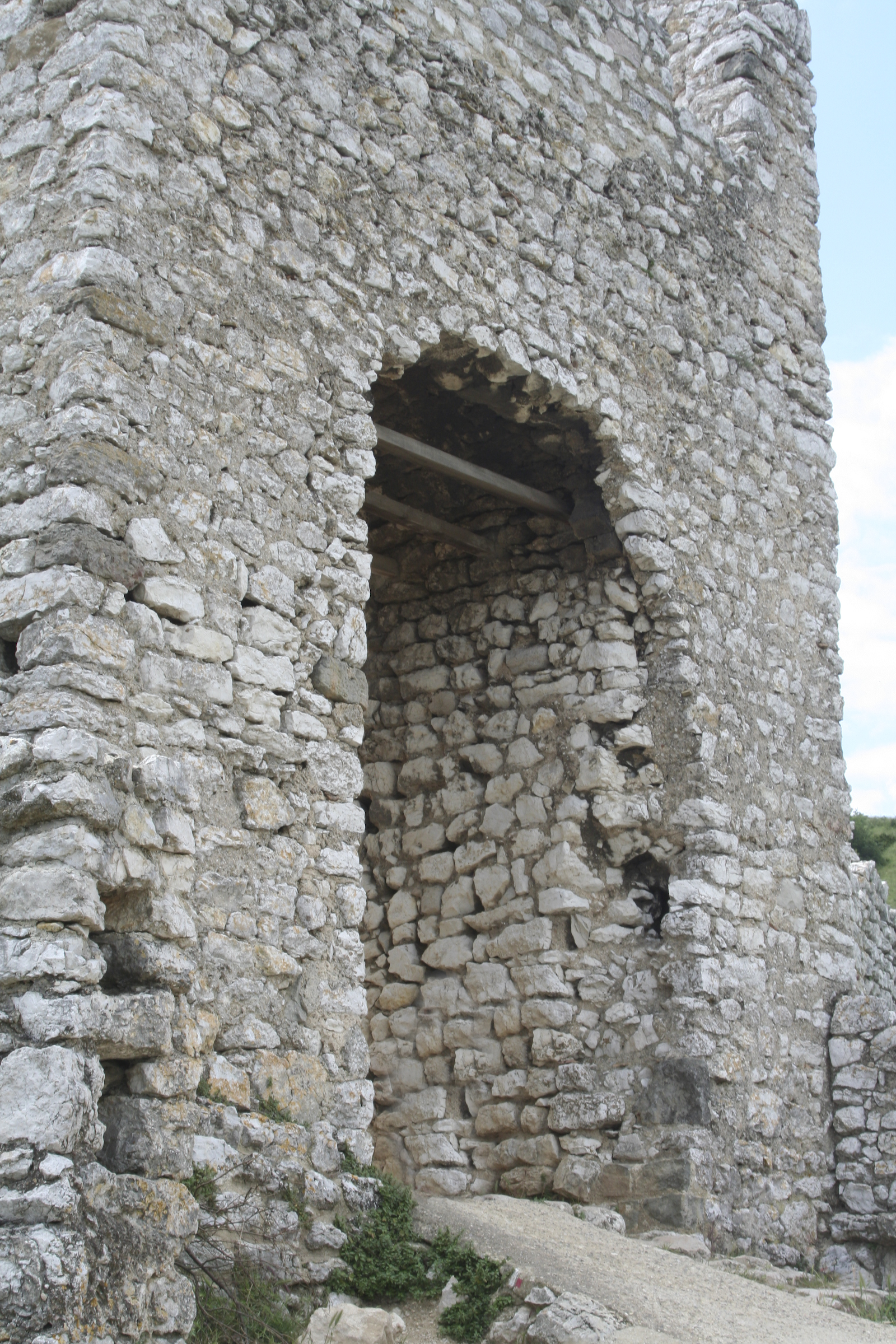
Porte d'entrée vue de l'extérieur.
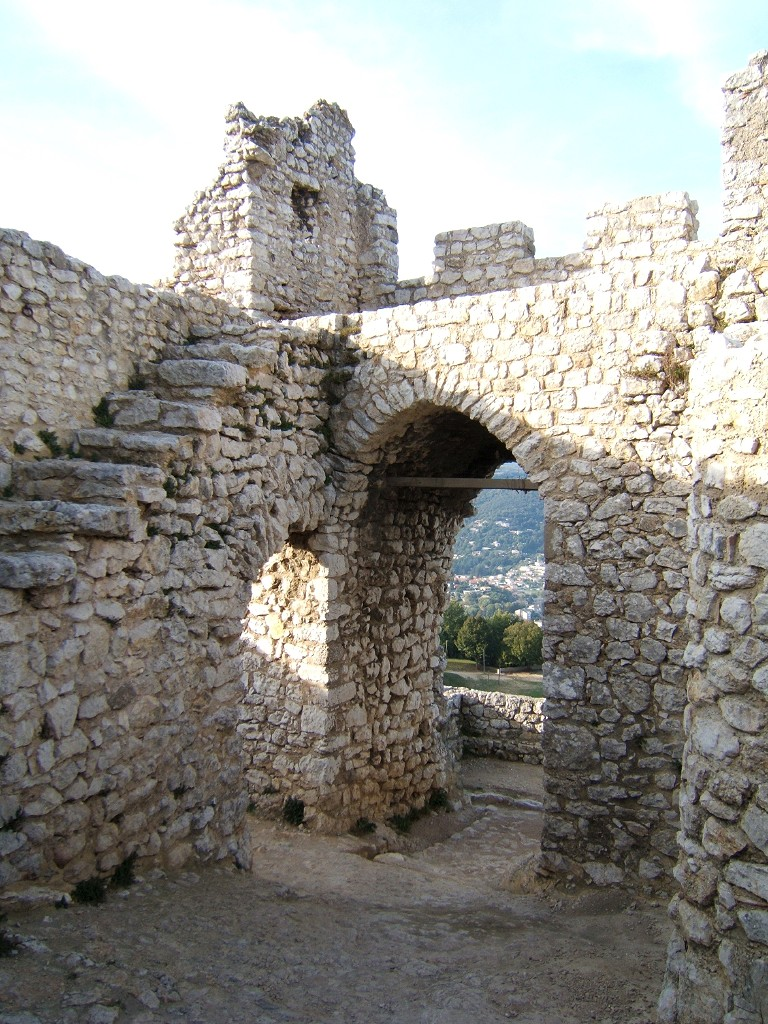
Porte d'entrée vue de l'intérieur.
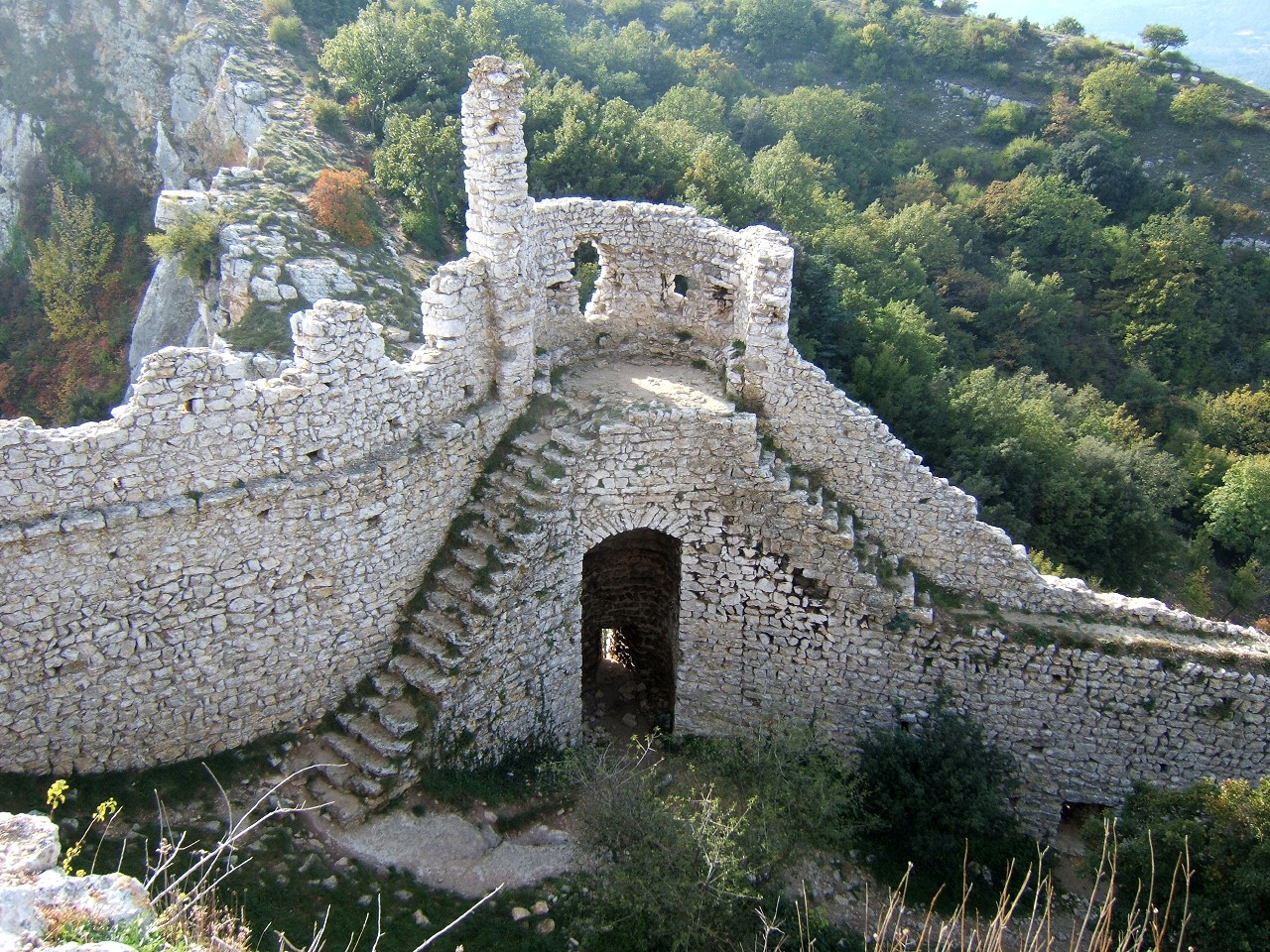
Tour-Sud vue de l'intérieur.
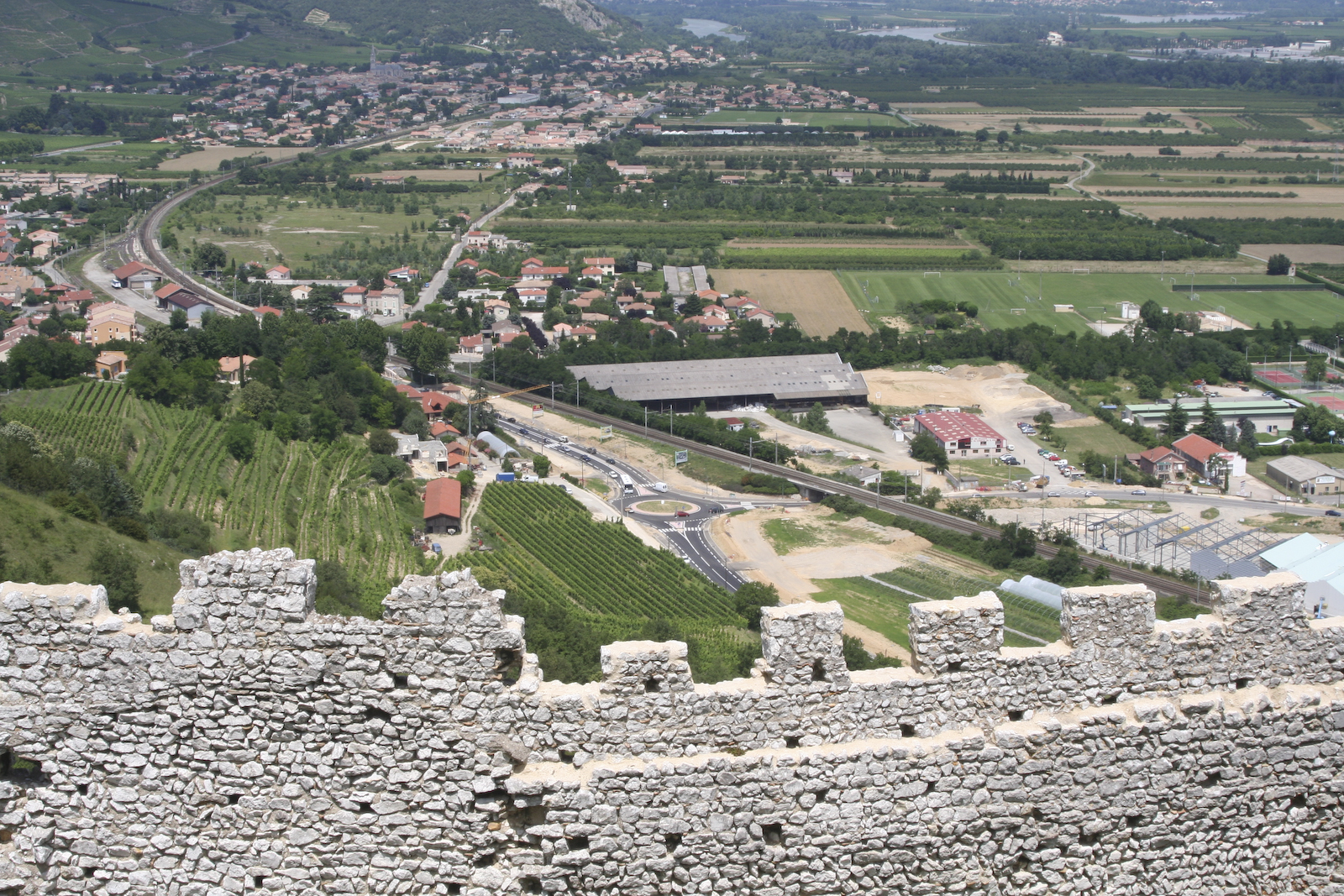
Vallée de Saint-Peray vue depuis les remparts.
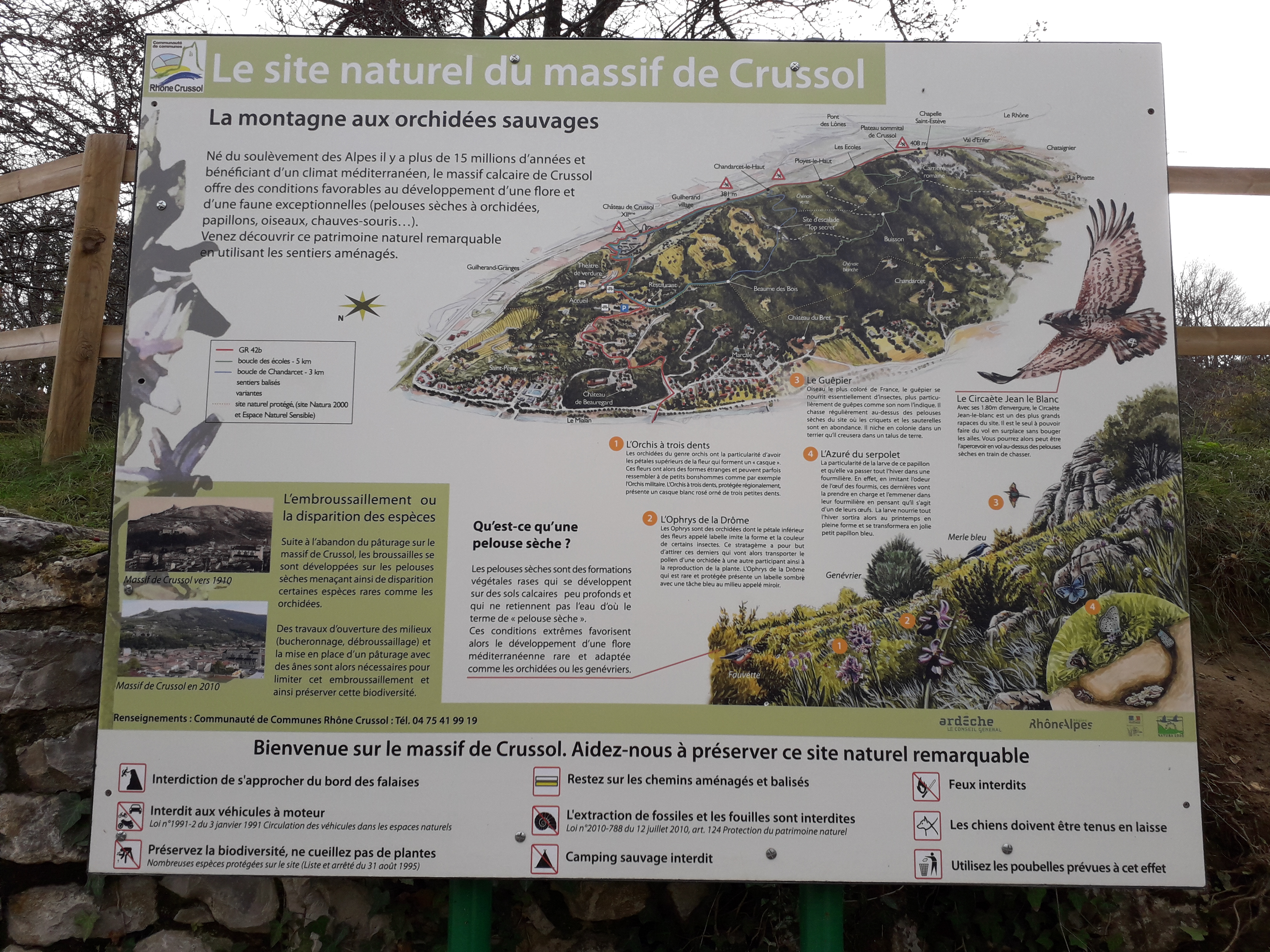
Panneau d'accueil au site naturel du massif de Crussol.